# Stephen Kelly

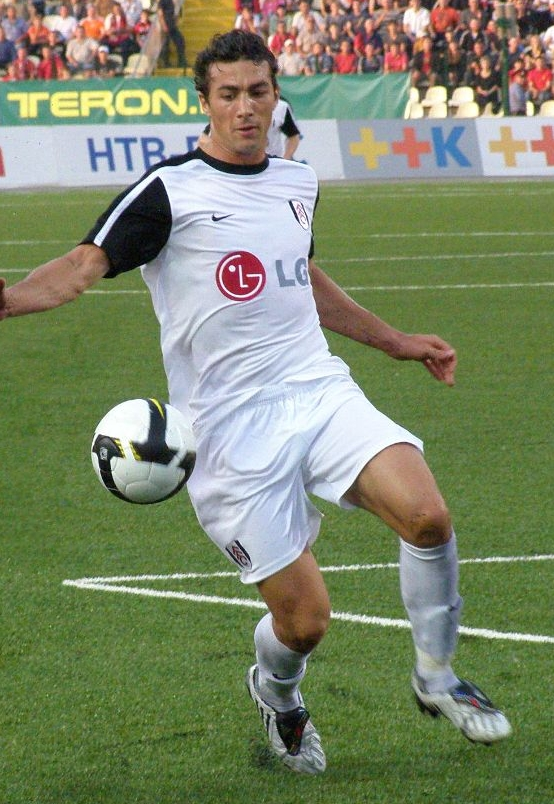
Kelly con la maglia del Fulham.

Stephen Michael Kelly (Dublino, 6 settembre 1983) è un ex calciatore irlandese, di ruolo difensore.